# هیلدا سولیس
هیلدا لوسیا سولیس (به انگلیسی: Hilda Lucia Solis) سیاست‌مدار و وزیر کار پیشین آمریکا است.
او توسط باراک اوباما نامزد مقام وزیر کار ایالات متحده آمریکا در سال ۲۰۰۸ گردید و مورد تصویب سنای آمریکا قرار گرفت.
هیلدا سولیس دارای کارشناسی ارشد از دانشگاه جنوب کالیفرنیا است.
هیلدا سولیس در تاریخ ۲۲ ژانویه ۲۰۱۳ از پست وزارت کار استعفا داد وی دلیل خاصی برای استعفای خویش اعلام نکرد.

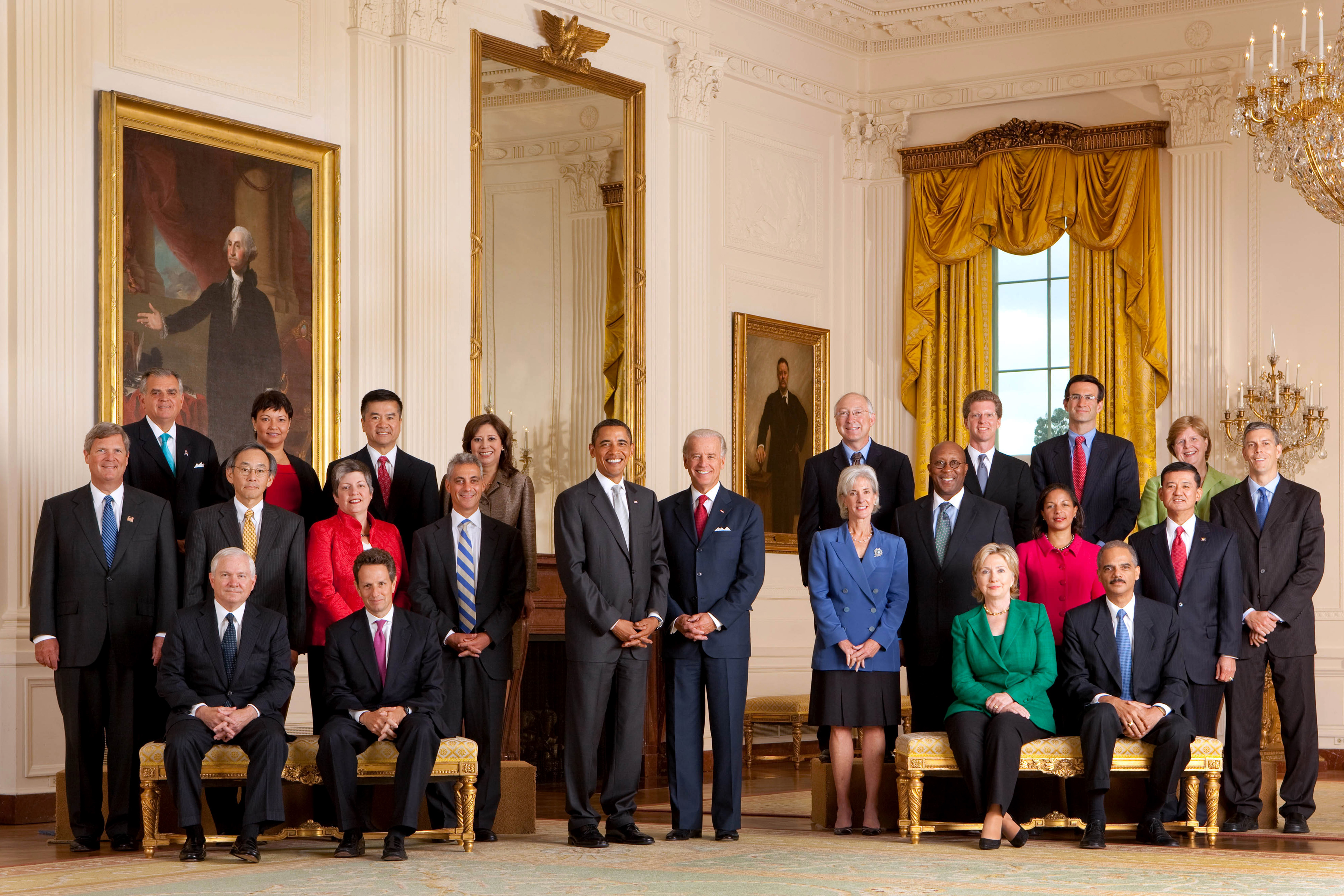
کابینه اول باراک اوباما، رئیس‌جمهوری آمریکا، در اتاق شرقی سال ۲۰۰۹ ردیف اول ایستاده از چپ به راست: ری لحود، لیسا جکسون، گری لاک، هیلدا سولیس، باراک اوباما، جو بایدن، کن سالازار، شان داناون، پیتر اورزاگ، کریستینا رومر، آرنی دانکن ردیف دوم ایستاده: تام ویلساک، استیون چو، جنت ناپالیتانو، رام امانوئل، کاتلین سیبیلیوس، ران کرک، سوزان رایس، اریک شینسکی ردیف سوم نشسته: رابرت گیتس، تیموتی گایتنر، هیلاری کلینتون، اریک هولدر